# 中華海蜥魚
中華海蜥魚（學名：Halosaurus sinensis）為條鰭魚綱背棘魚目海蜥魚科海蜥魚屬下的一個種，分布於西北太平洋南海海域，深度可達720公尺，本魚體細長如鰻魚且側扁，尾鰭尖細，吻尖突出，口下位，棲息在大陸坡深海底部，屬肉食性，生活習性不明，無經濟價值。